# 47の素敵な街へ
「47の素敵な街へ」（よんじゅうななのすてきなまちへ）は、日本の女性アイドルグループ・AKB48 Team 8の楽曲。作詞は秋元康、作曲はSungho、編曲は野中“まさ”雄一が担当した。楽曲のセンターポジションは中野郁海が務めた。

## 背景とリリース
2014年4月に結成されたAKB48の5番目のチームであり、「会いに行くアイドル」をコンセプトとしてトヨタ自動車のサポートを受ける「チーム8」初のオリジナル楽曲。
2014年8月27日に発売されたAKB48の37thシングル『心のプラカード』の劇場盤にカップリング曲として収録された。
2014年7月21日に『第13回 Kobe Love Port みなとまつり』でチーム8のオリジナル曲が制作されたことが発表された。以降、本曲はチーム8の代表曲かつライブで定番の人気曲となる。
楽曲の人気投票イベントである『AKB48グループ リクエストアワー』では2015年に11位、2016年は「AKB48単独リクエストアワー」で2位、「AKB48グループ リクエストアワー」で3位、2017年に2位を獲得している、「AKB48グループリクエストアワー セットリストベスト100 2018」にて再び2位を獲得、3年連続でトップ3以内にランクインしたのは「47の素敵な街へ」が初めて。そして、「AKB48グループリクエストアワー セットリストベスト100 2019」にて念願の1位を獲得し、4年連続でトップ3入りという快挙を成し遂げる。
2012年4月6日にスタートしたAKB48の全国ツアーは、『野中美郷、動く。〜47都道府県で会いましょう〜』からタイトルが途中で変わった『あなたがいてくれるから。〜残り27都道府県で会いましょう〜』で47都道府県を巡り終え、2014年12月27日に宮城県・仙台サンプラザホールでチームAが千秋楽公演を行い、その夜公演において同年リリースの本曲がサプライズで歌唱された。2016年3月31日の『HKT48春のライブツアー〜サシコ・ド・ソレイユ 2016〜』ツアーファイナルでは、AKB48グループメドレーとして歌唱されている。
2014年12月からは、本曲のタイトルを引用した全国ツアー『TOYOTA presents AKB48チーム8 全国ツアー 〜47の素敵な街へ〜』が実施されている。

## 音楽性
47都道府県を代表するメンバーで構成され、「会いに行くアイドル」がコンセプトのチーム8ならではの歌詞になっており、「車に乗って」というトヨタ自動車とも関連するフレーズが入っている。間奏では「北海道」から「沖縄」までの47都道府県名を都道府県コード順に、各都道府県代表メンバーが一人ずつ連呼していく台詞パートがある。
AKB48グループとしてはチーム8で唯一行われている、「ガチ恋口上」とよばれるアイドルファンによるコール（口上）の一種が本曲のイントロで一部、アウトロではフルで行われるのが恒例となっている。

## ミュージック・ビデオ
『心のプラカード』発売時点でミュージック・ビデオ (MV) は制作されていなかったが、ファンからの要望もあり、アルバム『ここがロドスだ、ここで跳べ!』（2015年1月21日発売）の特典DVDに収録された。MVの監督は高橋栄樹が担当した。

## 歌唱メンバー
- 坂口渚沙
- 横山結衣
- 谷川聖
- 佐藤七海
- 早坂つむぎ
- 佐藤朱
- 舞木香純
- 岡部麟
- 本田仁美
- 清水麻璃亜
- 髙橋彩音
- 吉川七瀬
- 小栗有以
- 小田えりな
- 佐藤栞
- 左伴彩佳
- 藤村菜月
- 横道侑里
- 服部有菜
- 山本亜依
- 橋本陽菜
- 北玲名
- 長久玲奈
- 近藤萌恵里
- 永野芹佳
- 太田奈緒
- 山田菜々美
- 山本瑠香
- 大西桃香
- 濵咲友菜
- 中野郁海
- 阿部芽唯
- 人見古都音
- 谷優里
- 下尾みう
- 濵松里緒菜
- 行天優莉奈
- 高岡薫
- 廣瀬なつき
- 森脇由衣
- 福地礼奈
- 岩﨑萌花
- 倉野尾成美
- 吉野未優
- 谷口もか
- 下青木香鈴
- 宮里莉羅